# Pişmaniye

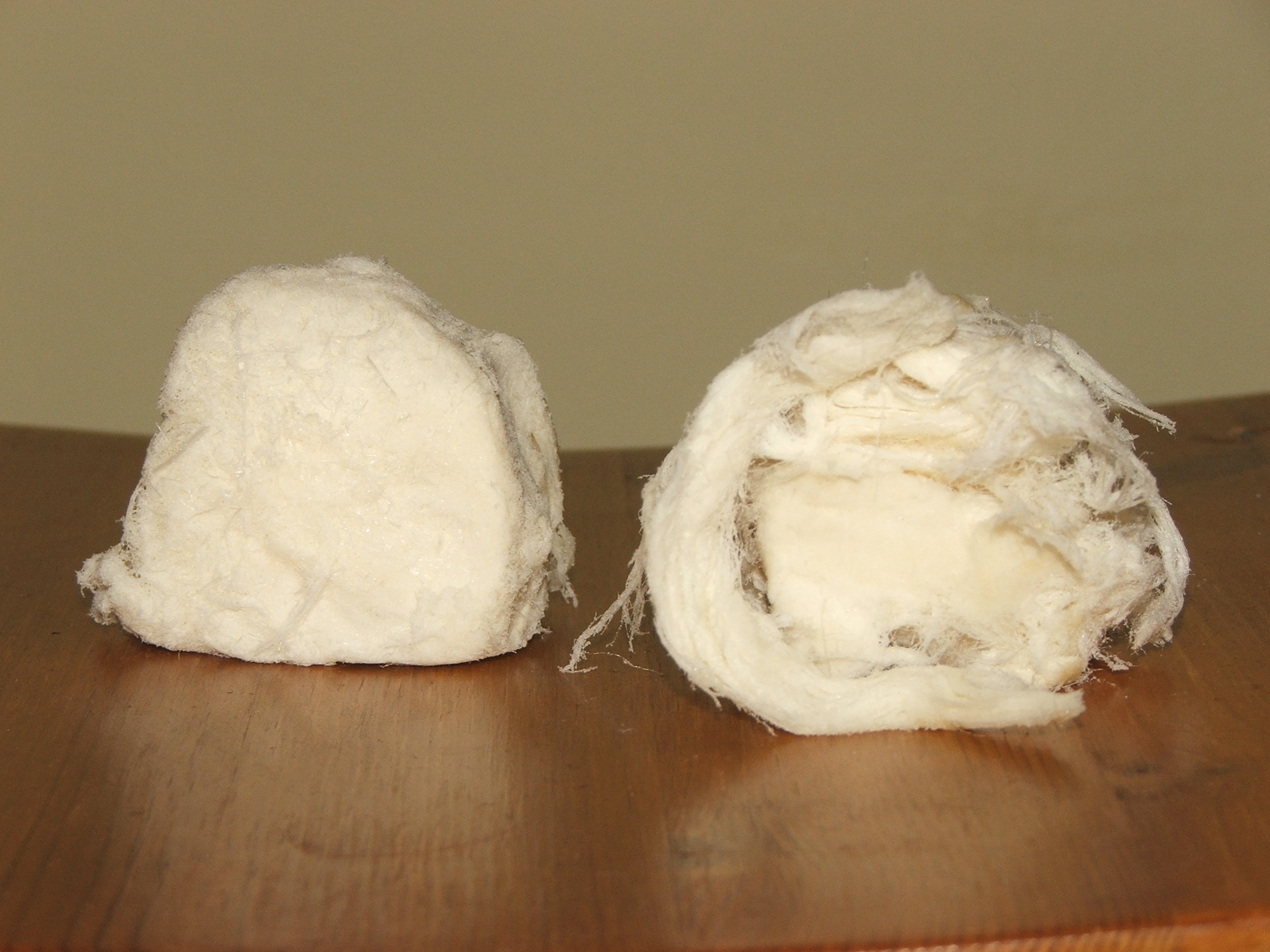
Pişmaniye

Pişmaniye, ook wel Turkse suikerspin genoemd, is een traditionele Turkse lekkernij, die vaak wordt geserveerd bij de thee. Dit draderige snoep wordt omwille van zijn textuur vaak vergeleken met suikerspin, maar de ingrediënten en bereiding zijn verschillend. Pişmaniye wordt gemaakt door invertsuiker met gelijkmatige bewegingen te mengen samen met in boter gebakken bloem. Vaak wordt het gevuld met pistache- of andere noten.
Deze lekkernij is ontstaan in Turkije, maar wordt ook geconsumeerd in China onder de naam drakenbaard.